# Maurizio Poggiali
(Lettera a Maria Luisa Spaziani, 1987)
Maurizio Poggiali (Roma, 19 febbraio 1965 – Cori, 8 agosto 1997) è stato un ufficiale italiano, navigatore dell'Aeronautica Militare.

## I primi anni e la carriera militare
Arruolatosi come allievo ufficiale dell'Aeronautica Militare, dal 1986 al 1990 Poggiali frequentò il corso normale Falco IV dell'Accademia Aeronautica, conseguendo la nomina a ufficiale e il brevetto di pilota d'aeroplano.
Ragazzo dalla volontà ferrea e da un forte senso etico, egli amava la cultura e la poesia, al punto da prendere contatti e iniziare un carteggio con la poetessa Maria Luisa Spaziani, che durò diversi anni.
Negli Stati Uniti conseguì il brevetto di pilota privato. Tornato in Italia completò l'addestramento di navigatore presso il 61º Stormo con base a Lecce.
Dall'agosto 1991 al novembre 1991 frequentò la Tri-National Tornado Training Establishment, passo obbligatorio per ottenere la conversione operativa sui Panavia Tornado, presso la base inglese RAF Cottesmore.
Nel novembre fu assegnato al 154º Gruppo del 6º Stormo di Ghedi (Brescia) dove conseguì il brevetto di navigatore militare. Partecipò alla Operazione Sharp Guard nel 1993 per il mantenimento dell'embargo nei confronti della Repubblica Federale di Jugoslavia.
Nel settembre 1994 fu selezionato e trasferito al 311º Gruppo del Reparto sperimentale di volo presso l'aeroporto di Pratica di Mare (Roma).
Membro del NATO Advisory Group for Aeronautical Research and Development (AGARD) - Mission System Panel, dopo un corso teorico seguito a Coningsby, il 9 aprile 1997, partendo dall'Aeroporto di Gioia del Colle, divenne parte del primo equipaggio italiano a effettuare un rifornimento in volo con il Tornado ADV, partecipando in seguito alle attività di qualificazione al rifornimento in volo per il Tornado ADV F3, durante le quali vennero messe a punto le procedure utilizzate dai piloti dei reparti operativi.
Nel giugno successivo partecipò, insieme con l'astronauta Maurizio Cheli, al Salone internazionale dell'aeronautica e dello spazio di Parigi-Le Bourget, e venne intervistato per conto della RAI dal giornalista Paolo Frajese per il TG1 e TV7 per illustrare l'avionica del velivolo Aermacchi MB-339 CD.
Nei suoi 11 anni di carriera militare, accumulò circa 1 000 ore di volo ed era in grado di operare su svariate tipologie di aeroplani ed elicotteri. Tra questi: 
- Tornado IDS GR1, Tornado ECR, Tornado ADV F2, Tornado ADV F3,
- AMX-T,
- Aermacchi MB-339A, MB-339FD, MB-339CD,
- Lockheed T-33
- Piaggio P180,
- Breda-Nardi NH500
- Agusta-Bell AB212

## Morte
L'8 agosto 1997 il capitano Maurizio Poggiali morì in un incidente di volo occorso ad un SIAI-Marchetti S.208, caduto sul Monte Lupone, nei pressi di Cori in provincia di Latina, durante un volo addestrativo.
L'aereo, un piccolo apparecchio da trasporto generalmente utilizzato per il volo a vista e per l'addestramento al volo di base, era partito quella mattina alle 10.47 da Pratica di Mare, con un piano di volo che avrebbe dovuto toccare la verticale di Aprilia e di Pratoni del Vivaro.
Il velivolo cadde dopo pochi minuti per gravi inadempienze del pilota, che ne perse il controllo dopo aver indebitamente e deliberatamente portato il velivolo sotto la quota di sicurezza, in una zona collinare, impervia e caratterizzata da una fitta vegetazione.
I tre occupanti del velivolo – oltre allo stesso Poggiali, l'allora maggiore pilota Matteo Pozzoli (morto fatalmente in un altro incidente aereo nel 2022 in Sicilia) e il maresciallo di terza classe motorista Ermenegildo Franzoni – sopravvissero miracolosamente all'incidente, ma Poggiali versava in condizioni critiche.
Straordinarie negligenze e inadempienze nelle procedure di soccorso, che portarono a un inizio tardivo delle ricerche, a una intempestiva identificazione dell'area da perlustrare e a una generale confusione sulle segnalazioni di avvistamento e sulle responsabilità del soccorso aereo, nonché l'inspiegabile decisione di interrompere le ricerche durante le ore notturne lasciarono gli aviatori privi di qualunque aiuto fino al giorno successivo, quando vennero avvistati da una compagine di escursionisti sul Monte Lupone, nella tarda mattinata del 9 agosto.
Pozzoli e Franzoni furono portati subito al Policlinico Agostino Gemelli di Roma, mentre Maurizio Poggiali, deceduto nottetempo per le gravi ferite riportate, fu estratto dal velivolo e lasciato sul posto fino all'autorizzazione Magistrato per la rimozione della salma, giunta nel tardo pomeriggio.
L'iter processuale civile e militare fu particolarmente lungo, e giunse alla conclusione solo nel 2006, con la condanna in Cassazione dell'ormai tenente colonnello Pozzoli a un anno di reclusione (sospesa) per omicidio colposo e disastro aviatorio e, nel 2012, alla prescrizione di risarcimento per l'indennità versata alla famiglia, per le spese processuali e per il costo del velivolo distrutto.

## Riconoscimenti
Deceduto per cause di servizio, gli vennero attribuiti funerali di stato e fu promosso a titolo postumo al grado di maggiore, ricevendo espressioni di cordoglio dalle più alte autorità militari e civili.
Nel 1999 i familiari fondarono, con il sostegno di varie personalità, l'Associazione Maurizio Poggiali per onorarne la memoria attraverso iniziative culturali ed artistiche.
Lo stesso anno Poggiali fu insignito della medaglia militare aeronautica per lunga navigazione aerea alla memoria.
La casa editrice Diagonale ha pubblicato il libro di poesie di Maurizio Poggiali Lune d'inverno, con prefazione di Maria Luisa Spaziani. Nel 2000 la stessa casa editrice pubblicò Top-Gun - Con valore verso le stelle, curato dal fratello Fabio, il cui scopo era ripercorrere le tappe più significative del suo curriculum professionale e della sua vita.
Nel 2002, il Provveditorato agli Studi di Roma deliberò di intitolare una scuola statale al navigatore deceduto, in via Aristide Leonori 74. Nel mese di ottobre successivo il comune di Roma gli dedicò, in zona Cecchignola, un largo cittadino.
Nel 2004 il comune di Cori attribuì la cittadinanza onoraria alla memoria di Maurizio Poggiali.
Nel 2006 l'associazione Maurizio Poggiali, i dipartimenti di ingegneria aerospaziale dell'Università degli Studi di Roma "La Sapienza", e dell'Università degli Studi di Napoli Federico II, con il sostegno del Comune di Roma e della Provincia di Roma, hanno istituito un premio di laurea "Maurizio Poggiali" in ingegneria aerospaziale.
Nel 2007 il Ministero delle comunicazioni e Poste italiane hanno dedicato un francobollo al maggiore Maurizio Poggiali, emesso il 6 luglio a Roma e Cori, per il decennale della scomparsa dell'ufficiale.
Nel 2009 gli è stato intitolato l'asteroide 39864 Poggiali.